# Hans Joachim Steinmann (Politiker, 1769)
Hans Joachim Steinmann (* 11. März 1769 in St. Gallen; † 5. Juni 1836 ebenda) war ein Schweizer Unternehmer und Politiker.

## Leben
Hans Joachim Steinmann war der Sohn von Kaspar Steinmann (* unbekannt; † 1823), Baumwolltuchfabrikant und dessen Ehefrau Clara Ehrenzeller. Er war das zweite Kind und der älteste Sohn von acht Kindern seiner Eltern. Sein Großvater Hans Joachim Steinmann war Bürgermeister von St. Gallen. Sein Bruder war Daniel Steinmann (1779–1839), Kaufmann und Regierungsrat.
Steinmann trat in die väterliche Firma ein und übernahm später deren Leitung, hierbei erwarb er sich ein kleines Vermögen. 1803 ernannte ihn der Gemeinderat von St. Gallen zum Mitglied der Bürger-Armenkommission. 1808 übernahm er die Stelle seines verstorbenen Großvaters als Verwalter des Brestenamtes (Verwaltung des bürgerlichen Krankenhauses in St. Gallen). 1809 wurde er durch die Bürgerversammlung St. Gallens in den Gemeinderat berufen und blieb dort bis 1834.
1810 besetzte er den neu geschaffenen Dienstposten als Leiter des neuen Waisenhauses und trat 1812 der Gemeindekirchenvorsteherschaft bei. 1813 wurde er Inspektor der vadiumschen Bibliothek und im gleichen Jahr Steuereinnehmer des Bezirks St. Gallen.
1814 wurde er Mitglied des Grossen Rats des Kantons St. Gallen. Nachdem 1816 im Kanton St. Gallen die neue Verfassung eingeführt wurde, wurde Hans Joachim Steinmann in den Kantonsrat gewählt. Gleichzeitig wurde aus dem bisherigen Gemeinderat ein Stadtrat zu dessen Präsidenten er am 17. Mai 1816 gewählt wurde. In diesem Amt wurde er abwechselnd mit Hermann von Fels bis 1831 immer wieder bestätigt, d. h. bis zur erneuten Verfassungsreform. 1830 wurde er in den Verfassungsrat des Kantons St. Gallen gewählt.
1816 übernahm er das Präsidium der Bibliothek. 1817 wurde er in den Schulrat gewählt, dessen Präsidium ihm 1828 übertragen wurde. 1829 trat er in den evangelischen Zentral- und Kirchenrat des Kantons St. Gallen ein. Er übernahm das Präsidium der bürgerlichen Alterskasse und das Kassiereramt der Bibelgesellschaft sowie weitere gesellschaftliche Ämter.
Er war verheiratet mit Elisabeth, Tochter des Sebastian Wild; sie hatten keine Kinder.

## Werke
- Kurzer Bericht ueber die in hiesiger Stadt vorgefallene denkwuerdige Feuersbrunst: in der Nacht vom 26. auf den 27. Januar und die vier folgenden Tage. St. Gallen: Brentano, 1830.